# Ilex ficoidea
Ilex ficoidea là một loài thực vật có hoa trong họ Aquifoliaceae. Loài này được Hemsl. mô tả khoa học đầu tiên năm 1886.